# Sonic the Hedgehog 4: Episode 2
Sonic the Hedgehog 4: Episode 2 est la suite de Sonic the Hedgehog 4: Episode 1. Il est disponible sur le Xbox Live Arcade et le PlayStation Network depuis le 16 mai 2012, sur Windows depuis le 15 mai 2012, et sur l'App Store depuis le 17 mai 2012.

## Trame
Metal Sonic a survécu a sa défaite dans Sonic CD mais a été lourdement endommagé et laissé pour détruit sur Little Planet à la fin du jeu. Après les événements de Sonic the Hedgehog 4: Episode 1, Little Planet réapparaît et le docteur Eggman parvient à localiser et réparer Metal Sonic. Sonic est mis au courant du retour d'Eggman et retrouve Tails pour le stopper. Dans le même temps, Metal Sonic, après avoir reçu de l'énergie d'une mystérieuse source de puissance, se met à la poursuite des deux héros.

## Développement
Le premier teaser du jeu est sorti le 29 décembre 2011, plus d'un an après la sortie de l'épisode 1. Ce teaser montre le retour de 2 icônes de la série : Tails et Metal Sonic. Le teaser apprend aussi qu'à la différence de l'épisode 1, le jeu ne sortira pas sur le Wiiware, comme l'a confirmé un employé de chez Sega.
En plus du teaser, la Sonic Team a également confié que le jeu bénéficie d'un nouveau moteur graphique ainsi que d'un nouveau moteur physique, et telle est la raison pourquoi Sonic 4 Episode 2 n'est pas sorti sur WiiWare.
Quelques semaines avant sa sortie, une version bêta a été disponible gratuitement pendant quelques heures sur la plateforme  Steam.
Le jeu bénéficie d'un mode en ligne permettant à deux personnes de jouer en coopération sur un seul écran.
Les étapes spéciales reprennent le principe de celle de Sonic the Hedgehog 2.
Le moteur physique est plus proche des opus Mega Drive que celui de l'épisode 1. En effet, dans l'épisode 1, Sonic s'arrêtait net lorsque le joueur cessait d'appuyer le bouton avancer. Désormais, Sonic ralentit progressivement, sauf lorsqu'il est en mode "Super Sonic" où l'arrêt net subsiste.
Le fait d'acheter l'épisode 1 et l'épisode 2 sur la même plateforme permet au joueur d'obtenir l'épisode Metal, où l'on peut diriger Metal Sonic sur 4 niveaux mis à jour de l'épisode 1.